# 賴興巴赫河 (阿勒河支流)
46°43′23″N 8°10′50″E / 46.72306°N 8.18058°E

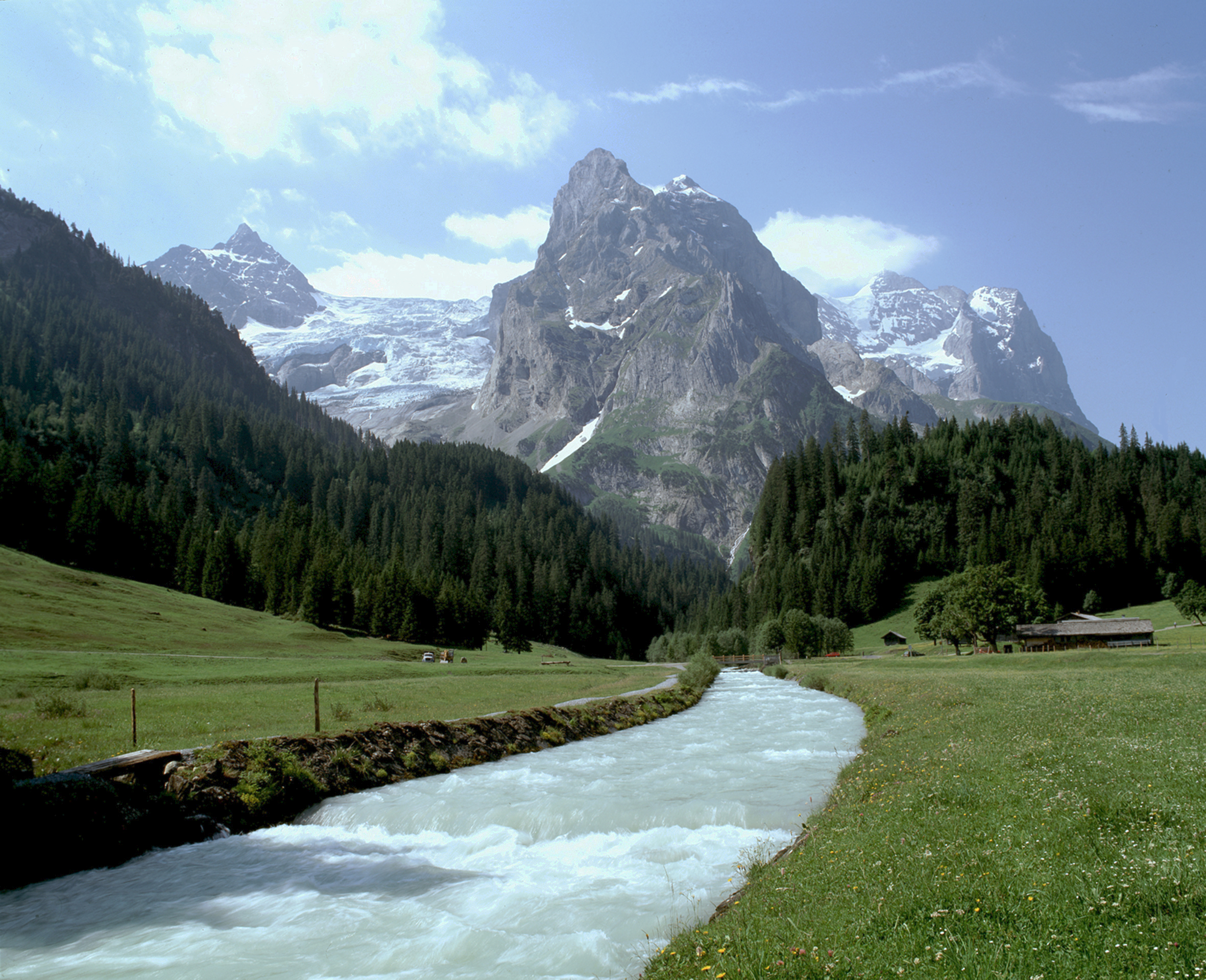

賴興巴赫河是瑞士的河流，位於該國中西部，流經伯恩州，屬於阿勒河的左支流，河道全長12公里，流域面積52.6平方公里，河口處在邁林根。